# San José de Guadalupe
San José de Guadalupe är en ort i Mexiko.   Den ligger i kommunen Tlalpujahua och delstaten Michoacán de Ocampo, i den sydöstra delen av landet, 120 km väster om huvudstaden Mexico City. San José de Guadalupe ligger 2 629 meter över havet och antalet invånare är 196.
Terrängen runt San José de Guadalupe är huvudsakligen kuperad. San José de Guadalupe ligger nere i en dal. Runt San José de Guadalupe är det ganska tätbefolkat, med 185 invånare per kvadratkilometer. Närmaste större samhälle är El Oro de Hidalgo, 10,7 km nordost om San José de Guadalupe. I omgivningarna runt San José de Guadalupe växer huvudsakligen savannskog.